# Акулинцы
Аку́линцы (бел. Акулінцы) — деревня в составе Сухаревского сельсовета Могилёвского района Могилёвской области Республики Беларусь.

## История
Упоминается в 1611 году как деревня Акулиничи в составе Брилевского войтовства Могилевской волости в Оршанском повете ВКЛ.

## Население
- 2010 год — 7 человек